# Championnat d'Autriche de football 1974-1975
Navigation
Saison précédente Saison suivante
La saison 1974-1975 du Championnat d'Autriche de football était la 64e édition du championnat de première division en Autriche. La Bundesliga regroupe les 10 meilleurs clubs du pays au sein d'une poule unique où ils s'affrontent quatre fois au cours de la saison, 2 fois à domicile et 2 fois à l'extérieur. À la fin de la compétition, le dernier du classement est relégué et remplacé par le champion de Nationalliga, la nouvelle deuxième division autrichienne.
C'est le club du FC Wacker Innsbruck qui remporte le championnat en terminant en tête du classement final, avec 9 points d'avance sur le tenant du titre, le SK VÖEST Linz et 10 sur le SK Rapid Vienne. C'est le 4e titre de champion d'Autriche de l'histoire du club en 5 ans. Le FC Wacker réussit même le doublé Coupe-championnat en battant le SK Sturm Graz en finale de la Coupe d'Autriche.

## Les 10 clubs participants
| - SK Rapid Vienne - SC Eisenstadt - FC Wacker Innsbruck - Linzer ASK - SK Austria Klagenfurt | - SK VÖEST Linz - FC Admira Wacker - FK Austria Vienne - SK Sturm Graz - SV Austria Salzbourg |

## Compétition

### Classement
Le barème utilisé pour établir le classement est le suivant :
- Victoire : 2 points
- Match nul : 1 point
- Défaite : 0 point

| Rang | Équipe                | Pts | J  | G  | N  | P  | Bp | Bc | Diff |
| ---- | --------------------- | --- | -- | -- | -- | -- | -- | -- | ---- |
| 1    | FC Wacker Innsbruck C | 51  | 36 | 24 | 3  | 9  | 76 | 36 | +40  |
| 2    | SK VÖEST Linz T       | 42  | 36 | 16 | 10 | 10 | 51 | 33 | +18  |
| 3    | SK Rapid Vienne       | 41  | 36 | 16 | 9  | 11 | 57 | 41 | +16  |
| 4    | FK Austria Vienne     | 37  | 36 | 14 | 9  | 13 | 59 | 52 | +7   |
| 5    | SK Sturm Graz         | 36  | 36 | 13 | 10 | 13 | 46 | 45 | +1   |
| 6    | Linzer ASK            | 34  | 36 | 12 | 10 | 14 | 50 | 55 | -5   |
| 7    | SV Austria Salzbourg  | 33  | 36 | 12 | 9  | 15 | 41 | 54 | -13  |
| 8    | FC Admira Wacker      | 31  | 36 | 11 | 9  | 16 | 46 | 55 | -9   |
| 9    | SK Austria Klagenfurt | 28  | 36 | 11 | 6  | 19 | 32 | 57 | -25  |
| 10   | SC Eisenstadt         | 27  | 36 | 8  | 11 | 17 | 35 | 65 | -30  |

|  | Qualification pour la Coupe des clubs champions 1975-1976 |
|  | Qualification pour la Coupe des Coupes 1975-1976          |
|  | Qualification pour la Coupe UEFA 1975-1976                |
|  | Relégation directe en Nationalliga                        |
|  | T Tenant du titre C Vainqueur de la Coupe d'Autriche      |

## Bilan de la saison
| Championnat d'Autriche de football 1974-1975 |                                |
| Champion                                     | FC Wacker Innsbruck (4e titre) |
| Coupes et trophées                           |                                |
| Vainqueur de la Coupe d'Autriche 1974-1975   | FC Wacker Innsbruck            |
| Qualifications continentales                 |                                |
| Coupe d'Europe des clubs champions 1975-1976 | FC Wacker Innsbruck            |
| Coupe des Coupes 1975-1976                   | SK Sturm Graz                  |
| Coupe UEFA 1975-1976                         | SK VÖEST Linz                  |
| Coupe UEFA 1975-1976                         | SK Rapid Vienne                |
| Promotions et relégations                    |                                |
| Promus en Bundesliga                         | Grazer AK                      |
| Relégués en Nationalliga                     | SC Eisenstadt                  |